# 华图
华图，一般指华图教育，运营公司名为北京华图宏阳教育文化发展股份有限公司。
主营业务涵盖了公务员、事业单位、教师、金融、医疗、部队转业干部、军队文职等各类招录考试培训业务。